# سیارک ۲۲۴۹۶۲
سیارک ۲۲۴۹۶۲ (به انگلیسی: 224962 Michaelgrunewald، نامگذاری:2007ER26)۲۲۴۹۶۲مین سیارک کشف شده‌است که در ۱۱ مارس ۲۰۰۷ کشف شد.